# San Buenaventura (Chihuahua)
San Buenaventura es una localidad situada en el estado de Chihuahua, México. Según el censo de 2020, tiene una población de 8253 habitantes.
Está enclavada en un valle a 1553 metros sobre el nivel del mar.
Su clima es semi-desértico. En promedio se registran unos 400 a 500 mm anuales de lluvia, y temperaturas por encima de los 30 °C en verano y de -10 °C en invierno. La nieve cae con frecuencia en los meses de diciembre y enero.
Los terrenos en donde se encuentra asentada la población fueron denunciados en 1678 por doña Catalina Sánchez de Villela ante el gobernador de la Nueva Vizcaya, Lope de Sierra y Osorio. La señora los vendió a D. Antonio González de la Parra, de quien pasaron al bachiller Daniel Pérez y este los vendió, de nuevo, a la familia de la Parra. Los terrenos quedaron vacantes y en 1710 los denunció Nicolás Ponce, quien amparó cuatro sitios de ganado mayor.